# Nuka (Musikproduzent)
Nuka (* 2000 oder 2001; eigentlich Ridge Manuka Maukava) ist ein neukaledonischer Musikproduzent, der vor allem durch Love Not War (The Tampa Beat), seine Zusammenarbeit mit Jason Derulo, bekannt wurde.

## Leben
Nuka begann ab 2015 mit dem Produzieren von Songs. 2018 lud er 4 Brylean (WayzRmx2018) auf SoundCloud hoch. Der Track blieb längere Zeit unentdeckt, bis der TikTok-Nutzer Tampa Curhat einen kurzen Ausschnitt des Beats für eine Tanz-Choreografie nutzte. Der Clip ging viral und führte zu einer Challenge. Tampa Curhat gab den Urheber nicht an. Als sich Sony Music bei ihm meldete, versuchte er sich als Urheber anzugeben, konnte den Originalsong jedoch nicht vorlegen. Sony Music fand dann mit Nuka den wahren Urheber, der zu jener Zeit Konditor lernte. Da Sony ihn unter Vertrag nahm, ließ er seine Ausbildung erst einmal ruhen.
Der Beat wurde von Nuka für eine Kollaboration mit Jason Derulo genutzt. Der Song Love Not War (The Tampa Beat) erschien am 20. November 2020. Der Titel ist angelehnt an das Pseudonym des Uploaders auf TikTok. Der Text zum Song stammt von Jacob Kasher, Jason Derulo, Ridge Manuka Maukava und Shawn Charles. Nuka produzierte den Song und wird auch als Interpret genannt. Im Musikvideo wird die von TikTok bekannte Tanz-Choreografie verwendet. Das Lied wurde ein erfolgreicher Hit und ist für Derulo nach Laxed – Siren Beat (mit Jawsh 685) schon der zweite Song, den er von einem TikTok-Künstler übernommen hat.

## Diskografie

### Singles
| Jahr | Titel Album                     | Höchstplatzierung, Gesamtwochen, AuszeichnungChartplatzierungen (Jahr, Titel, Album, Platzierungen, Wochen, Auszeichnungen, Anmerkungen) | Höchstplatzierung, Gesamtwochen, AuszeichnungChartplatzierungen (Jahr, Titel, Album, Platzierungen, Wochen, Auszeichnungen, Anmerkungen) | Höchstplatzierung, Gesamtwochen, AuszeichnungChartplatzierungen (Jahr, Titel, Album, Platzierungen, Wochen, Auszeichnungen, Anmerkungen) | Höchstplatzierung, Gesamtwochen, AuszeichnungChartplatzierungen (Jahr, Titel, Album, Platzierungen, Wochen, Auszeichnungen, Anmerkungen) | Höchstplatzierung, Gesamtwochen, AuszeichnungChartplatzierungen (Jahr, Titel, Album, Platzierungen, Wochen, Auszeichnungen, Anmerkungen) | Anmerkungen                                              |
| Jahr | Titel Album                     | DE | AT | CH | UK | FR | Anmerkungen                                              |
| ---- | ------------------------------- | --- | --- | --- | --- | --- | -------------------------------------------------------- |
| 2020 | Love Not War (The Tampa Beat) – | DE9 Platin · (40 Wo.)DE | AT14 ×2Doppelplatin · (35 Wo.)AT | CH5 Platin · (40 Wo.)CH | UK26 Silber · (13 Wo.)UK | FR30 Platin · (24 Wo.)FR | Erstveröffentlichung: 20. November 2020 mit Jason Derulo |